# Sirmione
Sirmione es un municipio italiano de la provincia de Brescia, cuyo casco antiguo se encuentra en una península que penetra en el lago de Garda. 
Sirmione es un centro turístico muy importante, gracias a su balneario, su casco antiguo con un castillo medieval y las ruinas de una antigua villa romana.

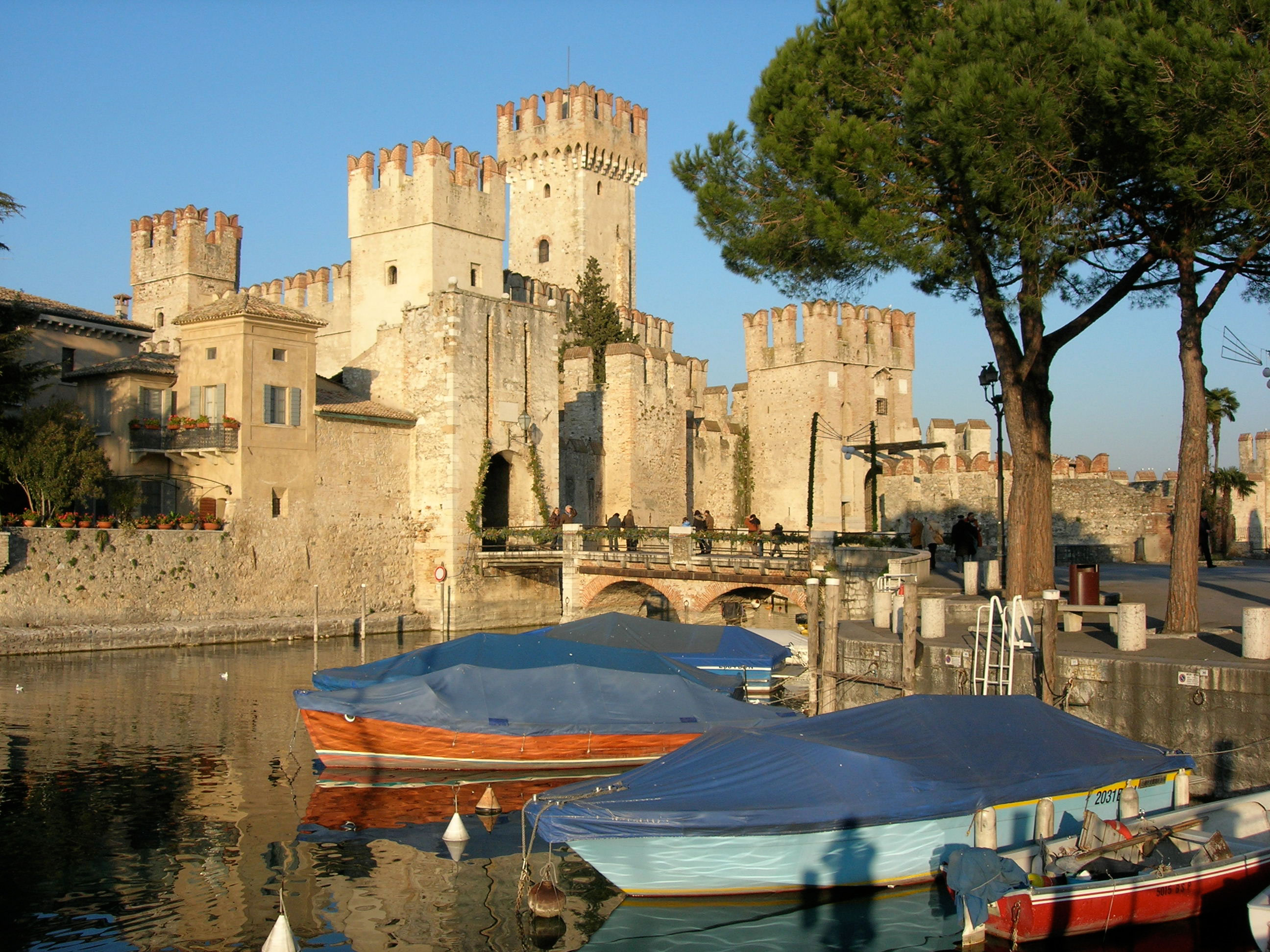
El castillo scaligero y el pequeño puerto de Sirmione. Para entrar en el casco antiguo, hay que pasar por el puente levadizo del castillo.

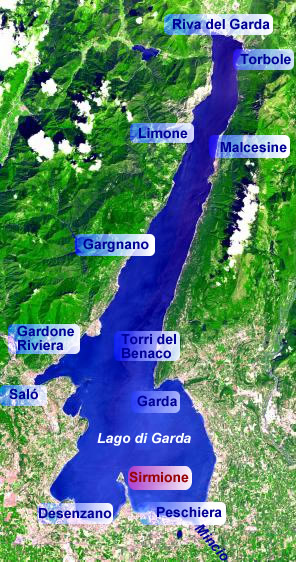
Ubicación de Sirmione.

## Lugares de interés

### Casco antiguo
El casco antiguo de Sirmione es muy bonito y atrae a muchísimos visitantes todo el año. En verano, en los domingos, llegar al casco antiguo puede ser un problema por el fuerte tráfico en la única carretera que, a través de la península, une Sirmione a la tierra firme. En el casco antiguo hay que visitar la antigua iglesia de Santa Maria della Neve, de estilo románico. Otras iglesias, pequeñas pero interesantes, son las de San Pietro in Mavino encima de un cerro en las afueras del casco antiguo, y la de Sant'Anna, que se encuentra al entrar en el casco antiguo, a la izquierda después del puente levadizo.

### Cuevas de Catulo
Las "cuevas de Catulo" (Grotte di Catullo en italiano) son las ruinas de una antigua villa romana. Hasta el siglo XIX, las ruinas estaban cubiertas por mucha vegetación y por eso las columnatas se parecían a cuevas y tomaron el nombre de "Cuevas de Catulo", a pesar de que ya se sabía que las ruinas eran de una antigua villa romana. Dado que se sabía que en Sirmione había vivido el poeta latino Cayo Valerio Catulo, les dieron el nombre de ese poeta, que fue conservado a pesar de que, en el siglo XX, los arqueólogos se dieron cuenta de que la villa era más reciente que el poeta latino. En conclusión, podemos decir que, a pesar de su nombre, las "cuevas de Catulo" no son ni cuevas, ni son de Catulo. Sin embargo, se trata de uno de los restos de la Antigua Roma más importantes del norte de Italia, donde se pueden visitar las ruinas de la antigua villa y el museo arqueológico.

### Castillo
El castillo de Sirmione, llamado Rocca scaligera, se encuentra al final de la estrecha península, aproximadamente de 2,5 km, que permite unir el casco antiguo a la "tierra firma" y para entrar en el casco antiguo hay que pasar por su puente levadizo. El castillo está rodeado de un canal y tiene en el interior una dársena. Para entrar hay que pasar a través de un puente con arcos.
Mastino I della Scala hizo construir ese castillo en el siglo XIII.
En el 1900 el castillo estaba hecho casi una ruina y fue remodelado.

### Balneario
El agua de Sirmione es muy rica en azufre y eso hace que sea muy beneficiosa para la salud. Hay dos instalaciones termales, la de Catullo, en el casco antiguo, con piscinas, dedicada sobre todo a los turistas con baños termales muy buenos, y la de Virgilio, entre Colombare y Lugana, para las curas médicas.

### Turismo lacustre
Sirmione es una de las principales localidades turística del lago de Garda, frecuentada principalmente por alemanes, holandeses, austriacos e italianos de los alrededores. En su territorio hay muchísimos hoteles, sobre todo en el casco antiguo, en Lugana y Colombare. En verano, en las aguas del lago es posible tomar un baño refrescante. Hay servicio de barcos para la navegación turística por el lago.

## Transportes

### Aeropuertos
El aeropuerto más cercano es el de Montichiari; sin embargo, el Orio al Serio y el de Verona no están muy lejos.

### Conexiones viales
La conexión vial principal es la autopista A4 Turín-Milán–Venecia-Trieste y tiene una salida justo en Sirmione. El acceso al casco antiguo está restringido: pueden entrar solo los residentes, los clientes de los hoteles y los que tienen una autorización del Ayuntamiento. Además, en el casco antiguo no hay aparcamientos en las calles, sino solo en patios privados. Los que no tienen plazas en patios, tienen que dejar el coche en aparcamientos en la península, fuera del casco antiguo.

### Conexiones ferroviarias
En Sirmione no hay una estación de ferrocarril y la más cercana es la de Desenzano del Garda de la línea (Milán)-Brescia-Verona-(Venecia).

### Navegación
Hay un servicio de buques que une el casco antiguo de Sirmione con los de otras localidades ribereñas del lago de Garda, en particular con Desenzano del Garda y Peschiera del Garda, donde hay estaciones del ferrocarril que están bastante cerca del muelle.

### Transportes urbanos
En Sirmione hay un servicio de buses que unen el pueblo a Brescia, a la estación de ferrocarril de Desenzano del Garda y a Verona.

## Evolución demográfica
| Gráfica de evolución demográfica de Sirmione entre 1861 y 2001 |
|                                                                |
| Fuente ISTAT - elaboración gráfica de Wikipedia                |

## Imágenes

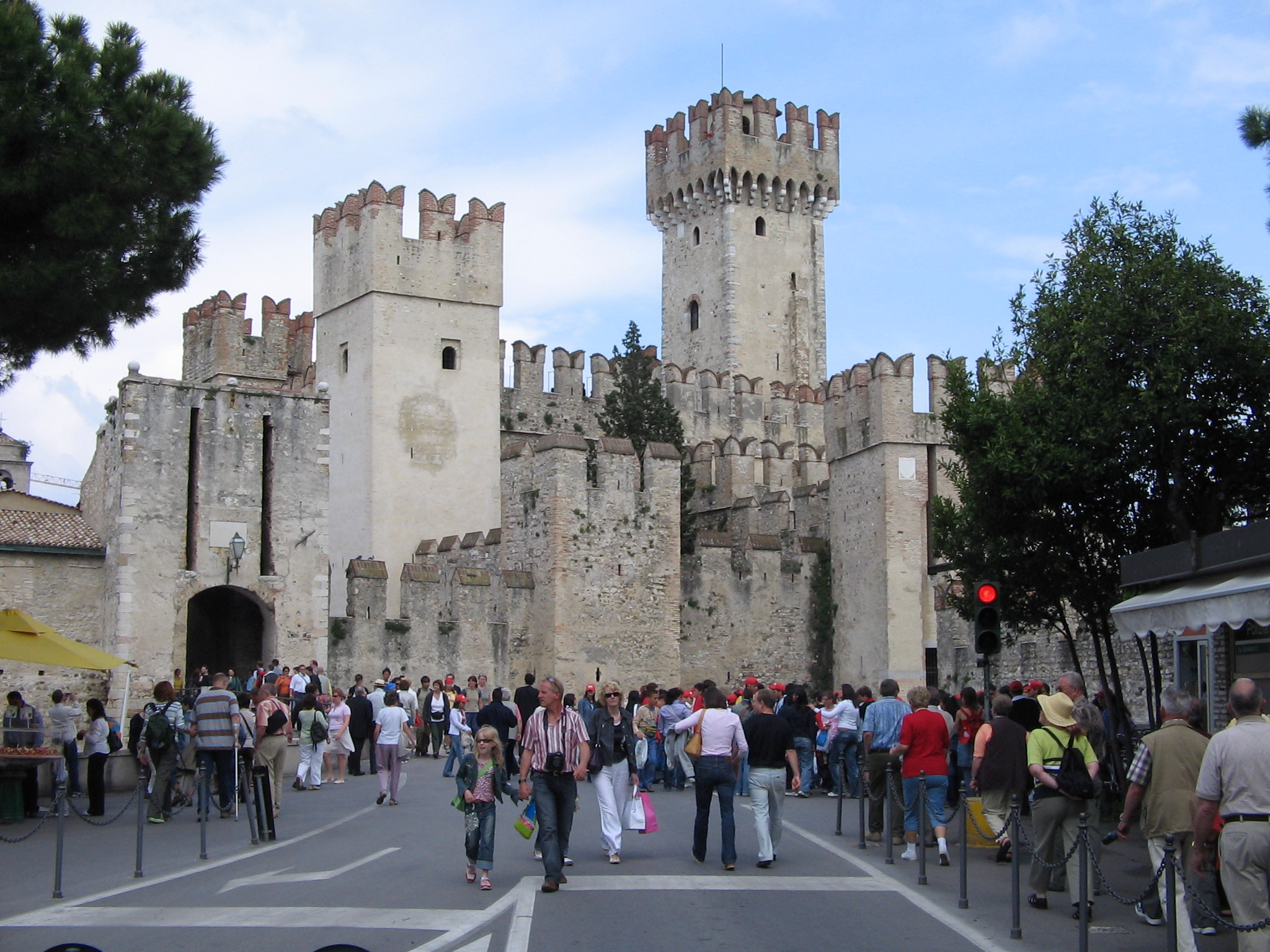
El Castillo, entrando en el casco antiguo. El acceso en coche está restringido
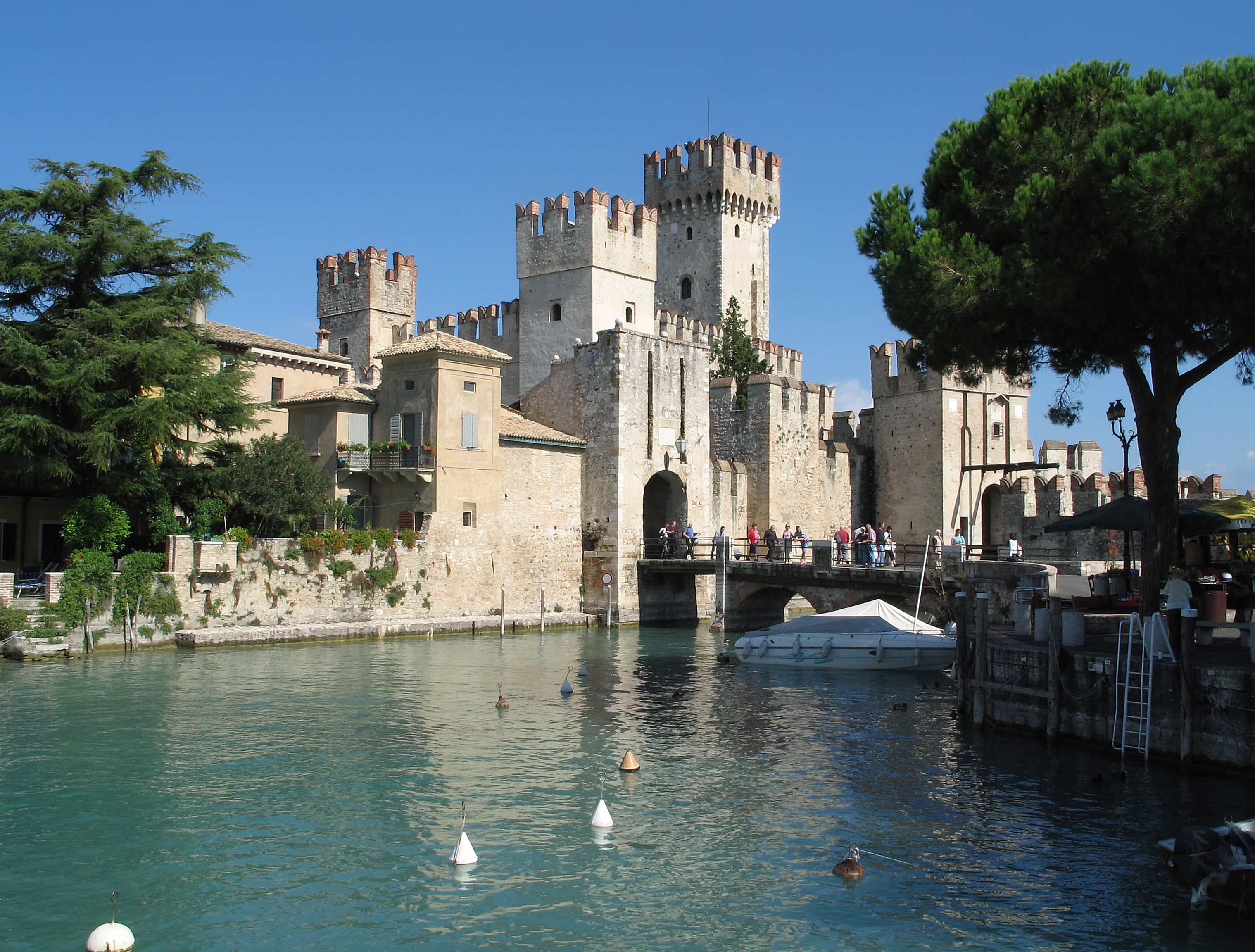
Castillo en 2006
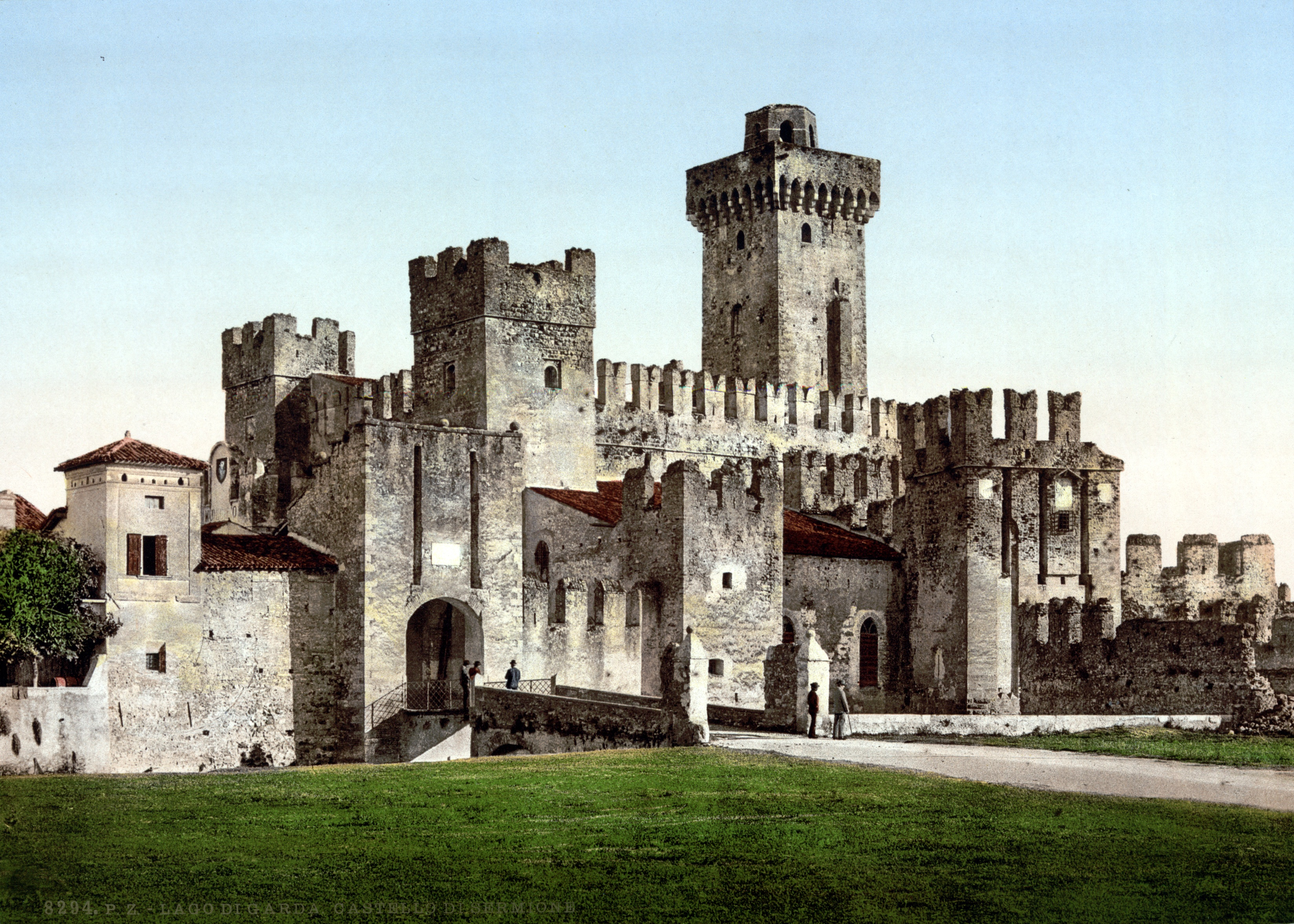
Castillo en 1900
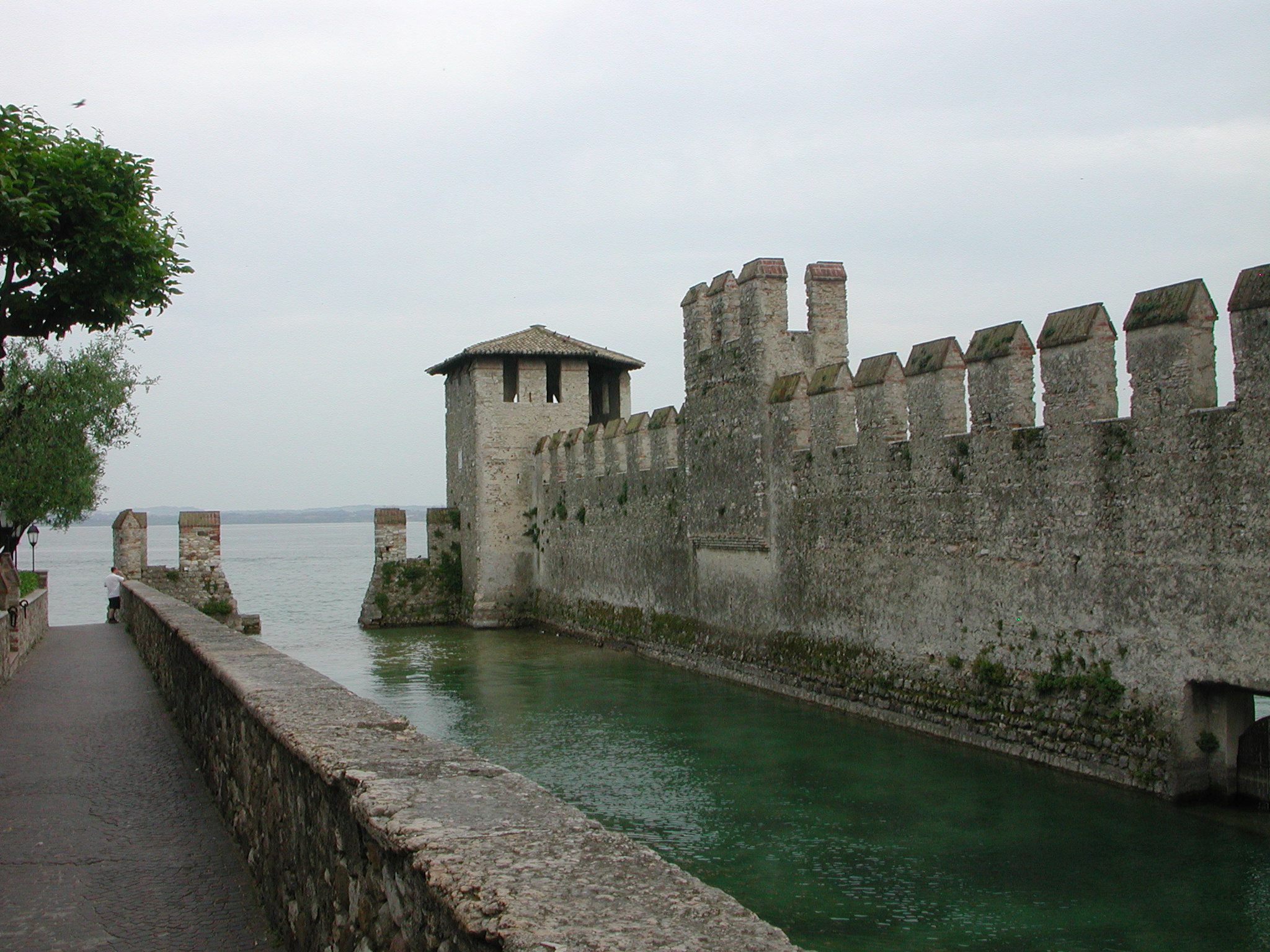
Las murallas del Castillo
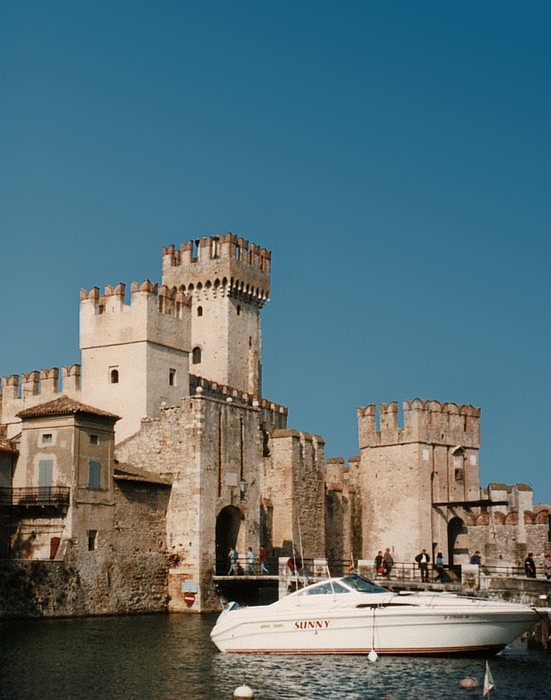
El Castillo
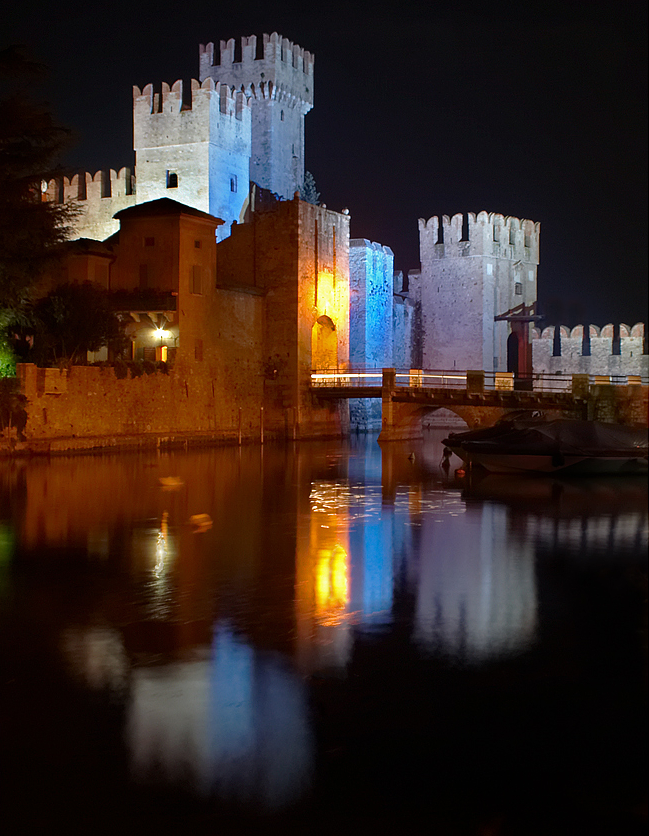
El castillo de noche
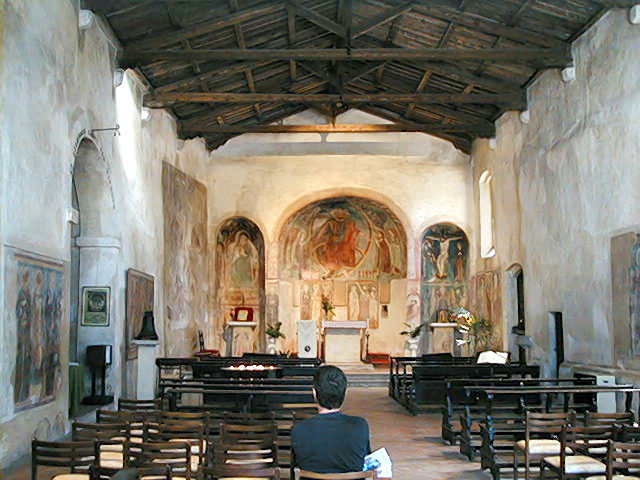
La iglesia de "San Pietro in Mavino"
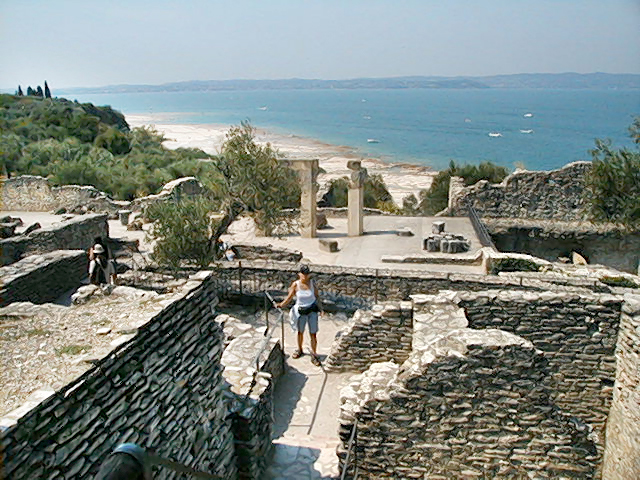
Las cuevas de Catullo: son las ruinas de una antigua villa romana en la que se creía que había vivido el poeta Catulo
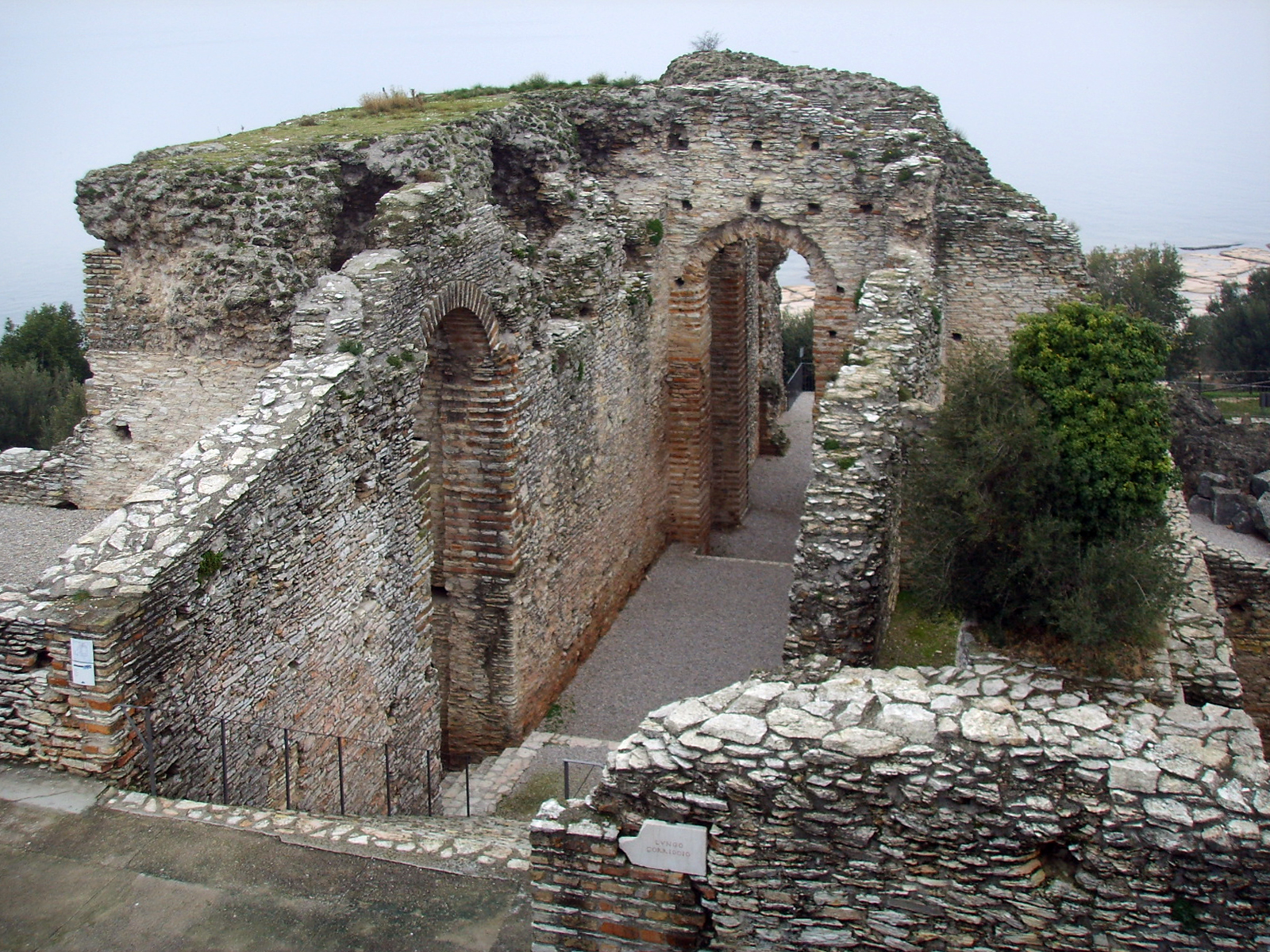
Las cuevas de Catullo: cuando las columnatas estaban cubiertas por vegetación, se parecían a cuevas
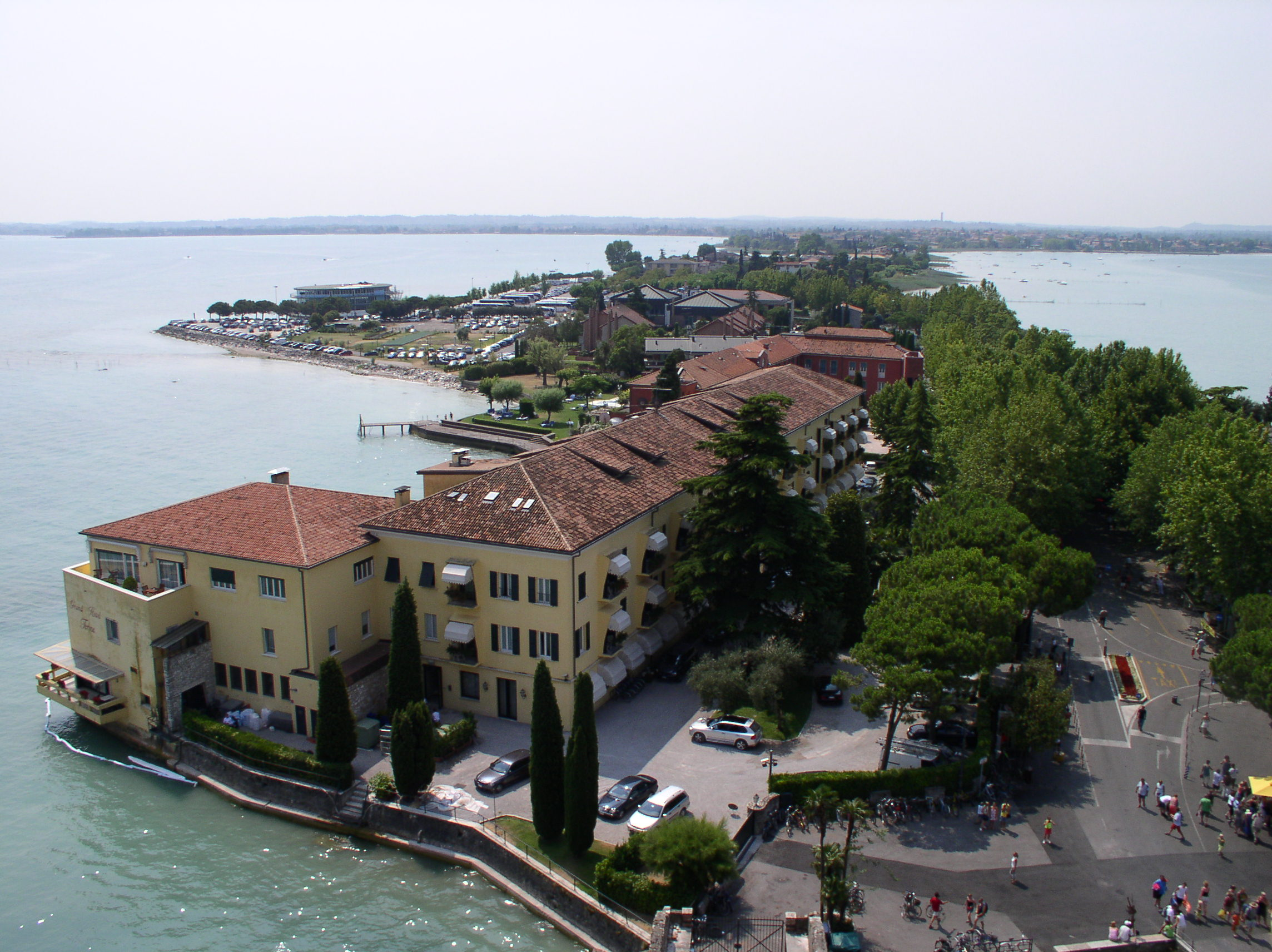
La Península que une el casco antiguo a la tierra firme (desde el castillo). A la izquierda, en segundo plano, los aparcamientos donde dejar el coche.
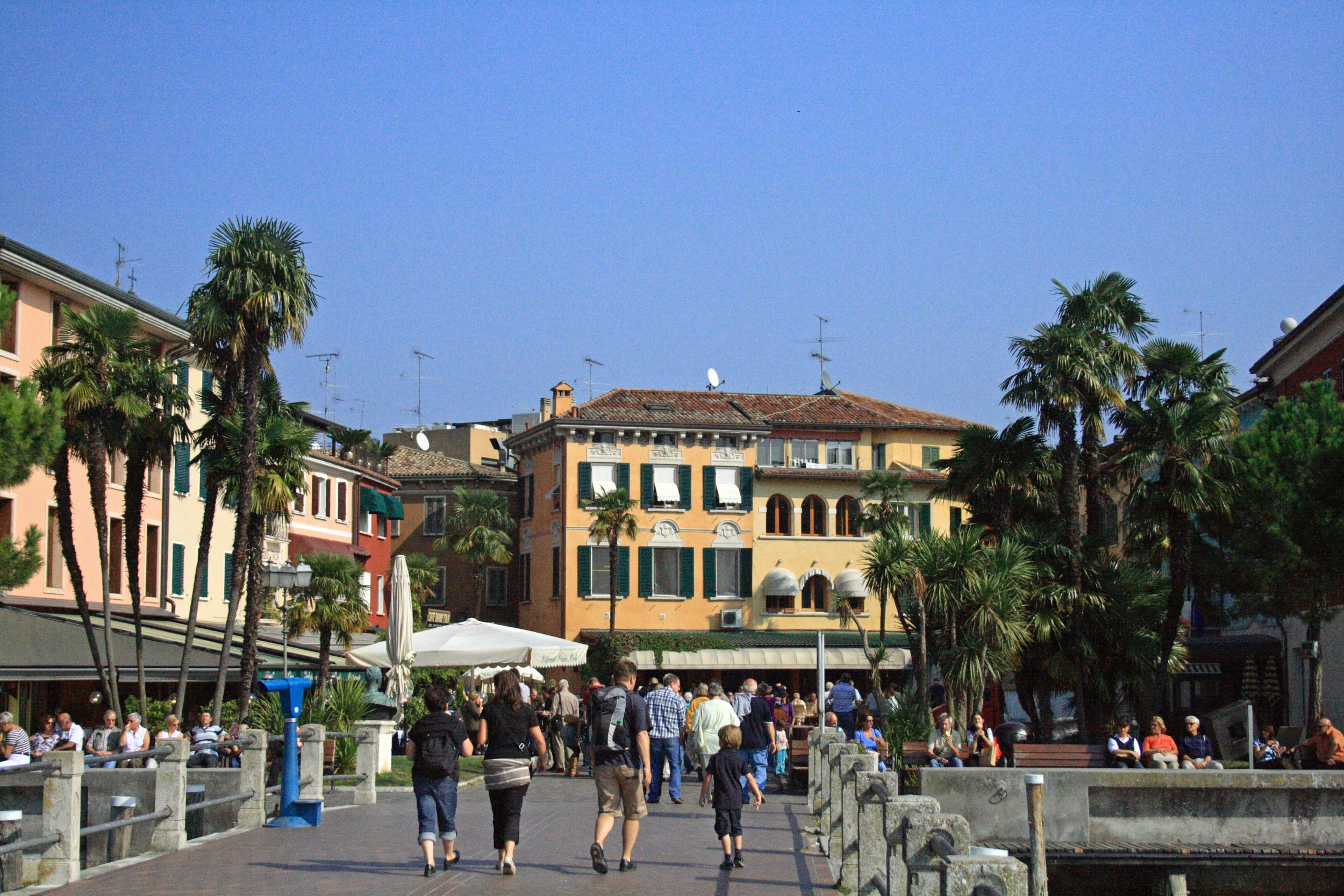
Plaza Carducci (Piazza Carducci)
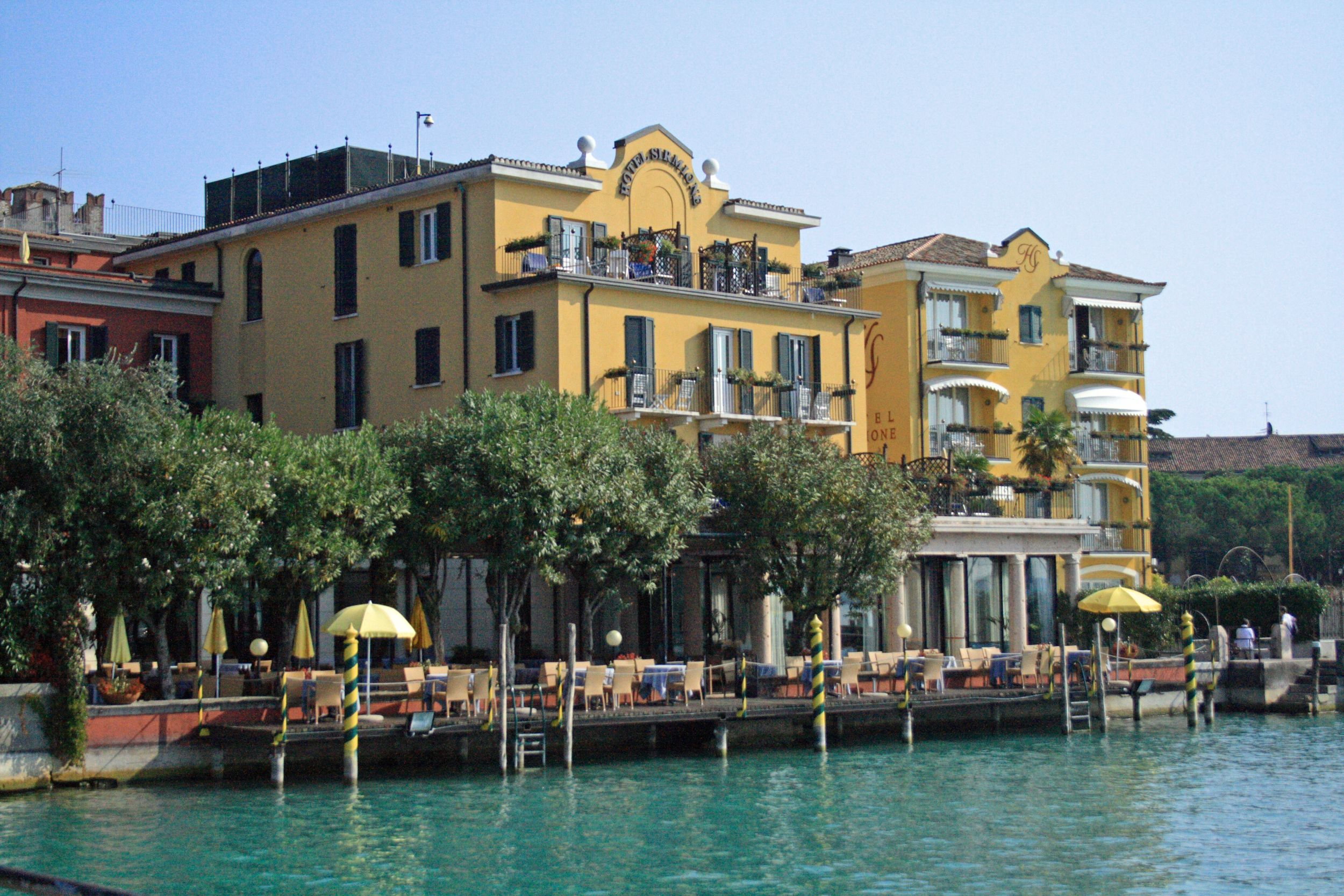
El casco antiguo
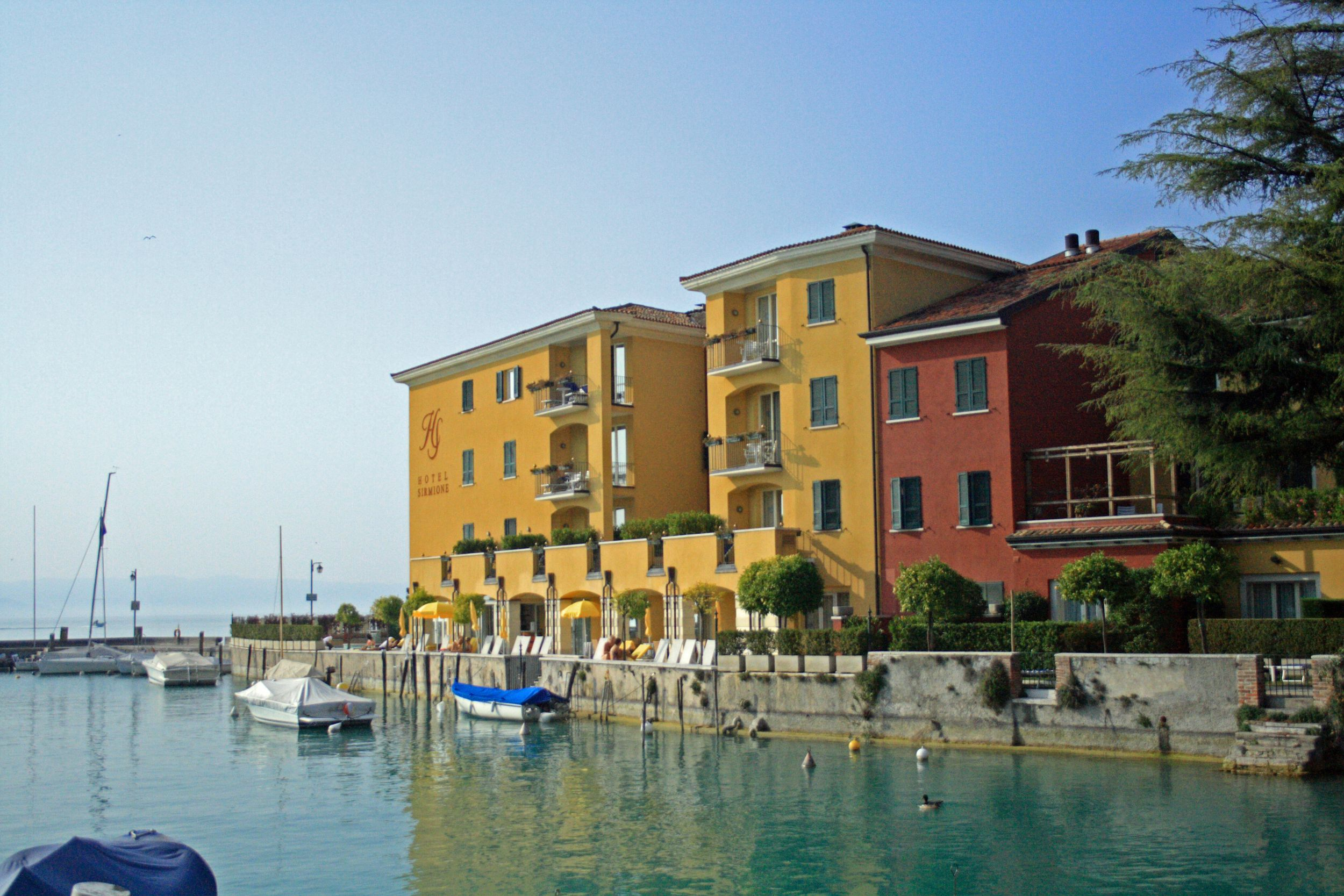
El puerto
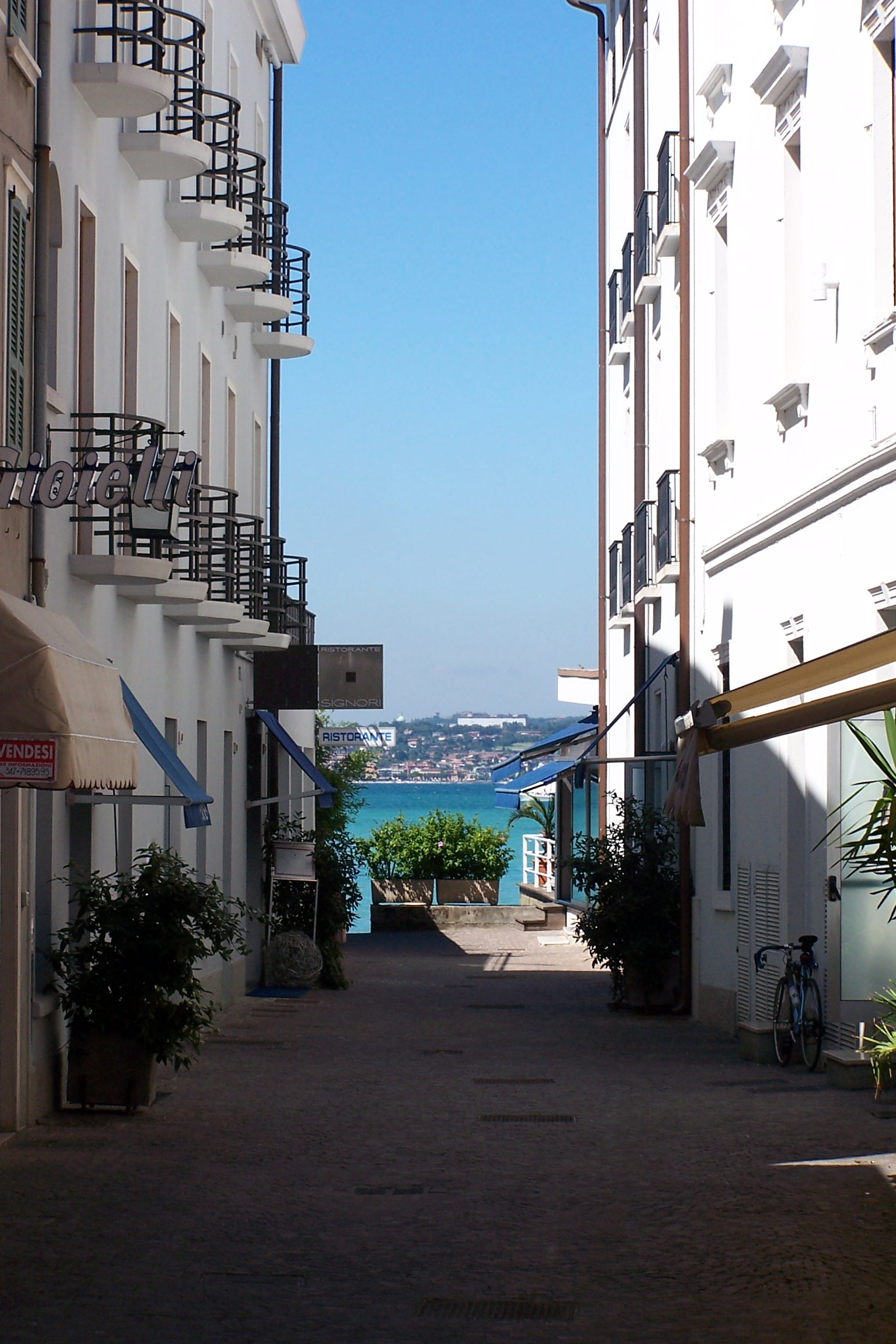
Una calle del casco antiguo
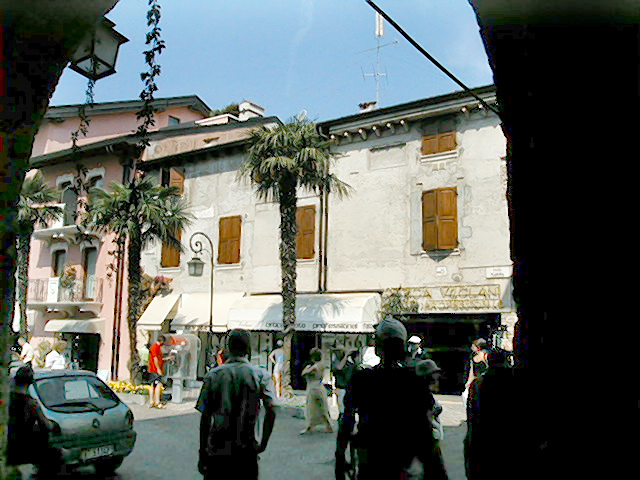
Una plaza del casco antiguo